# Bitka na Belasici
Bitka na Belasici (bolgarsko Беласишка битка, Belasiška bitka, grško Μάχη του Κλειδίου, Máchi̱ tou Kleidíou) je bila bitka med vojskama bolgarskega carja Samuila in bizantinskega cesarja Bazilija II. 29. julija 1014. Bitka se je končala s popolno zmago Bizantincev.
Bitka je potekala v dolini med gorama Belasica in Ogražden v bližini sodobne bolgarske vasi Ključ. Višek je dosegla 29. julija 1014, ko je bizantinski general Nikifor Ksifij napadel Bolgare iz zaledja in prebil njihove položaje. Sledil je pokol, ki se je končal s katastrofalnim porazom Bolgarov. 
Ujete bolgarske vojake so na Bazilijev ukaz oslepili. Vsakemu stotemu vojaku so iztaknili samo eno oko, da je lahko oslepljene soborce odpeljal domov. Bazilij je zaradi tega krutega dejanja dobil vzdevek »ubijalec Bolgarov« (grško Βουλγαροκτόνος). Car Samuil je bitko preživel, vendar je dva meseca kasneje umrl zaradi srčne kapi, domnevno zaradi pogleda na svoje oslepele vojake.